# 경제 외교
경제 외교는 국가가 국익을 달성하기 위해 모든 경제적 수단을 활용하는 외교의 한 형태이다. 경제 외교의 범위는 수출, 수입, 투자, 대출, 원조, 자유 무역 협정 등 다른 여러 가지를 포함하지만 이에 국한되지 않는 국가의 모든 국제 경제 활동을 포괄할 수 있다.
경제 외교는 경제 정책 문제, 즉 세계무역기구 (WTO)와 같은 표준 설정 기구의 대표단의 업무와 관련이 있다. 경제 외교관은 또한 외국에서의 경제 정책을 모니터링하고 보고하며 본국 정부에 이를 가장 잘 영향력을 행사하거나 강제하는 방법에 대한 조언을 제공한다. 경제 외교는 특정 외교 정책 목표를 추구하기 위해 보상 또는 제재로 경제 자원을 사용한다. 이를 때때로 "경제 국가 통치술"이라고도 부른다.

## 배경과 정의
경제 외교는 전통적으로 파견국의 사업 이익을 위한 의사 결정, 정책 수립 및 옹호로 정의된다. 경제 외교는 수용국 경제 상황이 정치적 분위기 및 파견국의 경제적 이익에 미치는 영향을 분석하는 기술적 전문 지식의 적용을 요구한다. 파견국 및 수용국, 해외 기업 지도자, 그리고 정부 의사 결정자들은 기술, 환경, 후천면역결핍증후군과 같은 외교 정책의 가장 최첨단 문제뿐만 아니라 무역 및 금융의 보다 전통적인 분야에서도 함께 협력한다. 경제 외교를 실행하는 데에는 다재다능함, 유연성, 건전한 판단력 및 강력한 비즈니스 기술이 모두 필요하다.
- 범위: 국제 및 국내 경제 문제 – 여기에는 제2차 세계 대전 이후 추구되어 온 "국가 간 경제 관계 규칙"이 포함된다. 그리고 1990년대 동안 증가된 세계화와 그로 인한 국가 간의 상호 의존성은 "경제 외교가 국내 의사 결정에 깊이 들어가도록" 의무화한다. 이는 "생산, 상품 이동 또는 교환, 서비스, 수단(공적 개발 원조 포함), 돈 정보 및 그 규제와 관련된 정책"을 포함한다 (Bayne and Woolcock (eds) 2007)
- 행위자: 국가 및 비국가 행위자 – 국제 경제적 권한에 관여하는 모든 정부 기관은 경제 외교의 행위자이다 (비록 그들이 종종 그렇게 묘사하지는 않지만). 또한, 국제 경제 활동에 참여하는 비정부 기구(NGO)와 같은 비국가 행위자도 경제 외교의 행위자이다 (Bayne and Woolcock (eds) 2007). 기업과 투자자 또한 경제 외교 과정의 행위자이며, 특히 그들과 정부 간의 접촉이 외교관에 의해 시작되거나 촉진될 때 그러하다.

베리드지와 제임스(2003)는 "경제 외교는 WTO와 같은 기관이 주최하는 회의에 대표단을 파견하는 일을 포함한 경제 정책 문제와 관련이 있다"고 말하며, "특정 외교 정책 목표를 추구하기 위해 보상이나 제재로 경제적 자원을 활용하는 외교"도 정의의 일부로 포함시킨다.
라나(2007)는 경제 외교를 "국가들이 비교 우위를 누리는 무역, 투자 및 기타 경제적으로 유익한 교류를 포함한 모든 활동 분야에서 국가적 이득을 극대화하기 위해 외부 세계에 대처하는 과정"으로 정의하며, "이는 양자적, 지역적, 다자적 차원을 가지며, 각 차원이 중요하다"고 말한다.
이 후자의 광범위한 정의는 특히 신흥 경제국에서 전개되는 경제 외교의 실제 적용에 해당한다. 이 새로운 접근법은 국가 경제를 분석하는 것으로, 공식적으로 보고된 수치뿐만 아니라 회색 또는 미보고 경제 요인도 고려한다. 예를 들어 새로운 코소보 공화국을 들 수 있다. 이 신흥 국가에서는 "유럽에서 가장 가난한 나라"의 후보로 널리 알려져 있으며, 약하고 일반적으로 비효율적인 중앙 정부에 의해 엄청난 양의 경제 활동이 보고되지 않거나 문서화되지 않는 것으로 보인다. 모든 경제적 요인을 고려할 때, 소위 "가장 가난한" 국가들도 원시적인 통계가 보여줄 수 있는 것보다 확연히 건강하며 투자에 더 매력적이다.
신흥 경제국들은 자신들이 꽃이 아니며 기업들이 벌과 같지 않다는 것을 배웠다. 즉, 사업을 유치하고자 하는 국가는 수동적이기보다는 적극적이어야 한다. 기회를 찾아내고 그것을 본국으로 가져오는 방법을 배워야 한다. 조세 및 기타 양보는 아마도 필요하고 단기적으로는 비용이 많이 들 것이다. 그러나 새로운 사업 기회에 대한 창의적인 지원은 성공을 위한 중요한 기회를 창출할 수 있다. 이러한 종류의 활동 또한 경제 외교의 일부이다.
국가의 이미 배치된 외교관 조직을 활용하여 국가를 홍보하고 사업 기회를 모색하는 종류의 경제 외교는 전통적이지 않지만, 그 효과는 명백하다. 부족한 인력 및 재정 자원을 절약하려는 신흥 국가들은 다중 작업을 통해 즉각적인 이점을 얻는다.

### 세 가지 요소
1. 상업 외교와 비정부 기구: 국제 무역 및 투자를 촉진하고/하거나 영향을 미치기 위해, 시장의 기능을 개선하고/하거나 시장 실패를 해결하기 위해, 그리고 국경 간 거래(재산권 포함)의 비용과 위험을 줄이기 위해 정치적 영향력과 관계를 사용하는 것.
2. 구조 정책과 양자 무역 및 투자 협정: 갈등 비용을 증가시키고 협력 및 정치적으로 안정적인 관계의 상호 이점을 강화하기 위해, 즉 경제 안보를 증가시키기 위해 경제 자산과 관계를 사용하는 것.
3. 국제 기구: 이러한 목표를 용이하게 하고 제도화하기 위한 올바른 정치적 분위기와 국제 정치 경제 환경을 공고히 하는 방법.

## 전략

### 브라질
브라질은 개발도상국과의 경제 외교에 적극적으로 참여하기 위해 노력해 왔다. 브라질은 교육과 매우 중요한 농업 부문과 같은 분야에서 기술 지식을 공유하는 데 선두 주자가 되는 것을 우선순위로 삼아왔다.
브라질의 경제 외교 전략의 한 예는 브라질 외교부 산하의 브라질 협력청(ABC)이다. ABC는 브라질이 협정을 맺은 국가들, 주로 개발도상국과의 기술 협력 프로젝트 및 프로그램을 협상, 조정, 이행 및 모니터링하는 임무를 가지고 있다. 브라질이 명시한 바와 같이:
"브라질은 사회 및 경제 발전에 적용되는 지식을 획득하고 보급하기 위해 선진국 및 개발도상국 모두와 협정을 맺고 투자해왔습니다. 우리는 선진국으로부터 단순히 지식을 받는다는 개념을 넘어, 개발을 향한 효과적인 파트너십을 통해 우리의 경험을 다른 국가들과 공유하는 개념을 실천해 왔습니다.
남남 협력은 전반적인 교류를 증진하고, 기술 지식을 생성, 보급 및 적용하며, 인적 자원 역량을 구축하고, 주로 모든 관련 국가의 기관을 강화함으로써 브라질과 파트너 국가 간의 관계를 공고히 하는 데 기여합니다.
이러한 목표를 고려하여 ABC는 아프리카 포르투갈어권 국가(PALOP), 동티모르, 라틴아메리카와 카리브를 포함하는 중점 파트너를 설정했습니다. 이러한 맥락에서 우리는 선진국과의 삼각 협력도 시작했습니다.
기술 협력의 궁극적인 목표인 경험과 지식 교환은 국가 간 상호 연대를 실현하며, 수혜국뿐만 아니라 브라질에도 이익이 됩니다."
ABC는 브라질이 개발도상국에서 리더십을 제공하는 더 큰 국가 전략에 맞게 경제 외교를 어떻게 활용하고 있는지를 보여주는 주요 사례이다.

### 중화인민공화국
경제 외교는 중국 외교 정책의 핵심적인 측면이다. 중국의 놀라운 경제 성장의 시기 동안, 중국은 주로 무역과 당근 전략을 통해 경제 외교를 사용하여 소프트 파워를 축적하거나 유치했다. 이는 1990년대 중국 내 싱크탱크들이 고안한 광범위한 전략인 신안보관의 일부였다. 서구에서는 이를 "중국의 평화로운 부상" 시기라고 부른다.
2010년대 이후 중국은 전략적 독트린을 변경하고 경제 외교를 강압적 도구로 더 자주 사용하기 시작했다. 약 10년 동안 주로 경제적 당근에 기반한 정책을 펼친 후, 중국은 강압적인 수단으로 경제 외교를 사용할 의지를 보이기 시작했다. 이는 2010년 9월 사건에서 일본으로의 희토류 광물 선적을 막은 것에서 드러난다. 또 다른 사건은 2012년 필리핀에서 발생했는데, 중국이 무역 제한을 강제하기 위해 포정(gunboat)을 보냈다. 미국 기반 싱크탱크인 CSIS는 중국이 무역 분쟁 시 군함을 동원할 의지를 보이는 것이 과거 미국의 포함외교 시대를 연상시킨다고 밝혔다.

### 카자흐스탄
카자흐스탄은 경제 외교를 양자 및 다자간 생산적인 경제 및 무역 관계를 이끌어낼 국가 대외 정책의 핵심 기능으로 공식적으로 확인했다. 카자흐스탄 무역통합부(MTI)는 국가의 경제 외교를 감독하기 위해 설립되었다. MTI와 외교부는 경제 외교를 실행하고 해외에서 카자흐스탄의 경제 목표를 홍보하는 핵심 기관이다.
카자흐스탄은 43개 아프리카 정부와 함께 아프리카 경제 다각화 및 산업화에 관한 남남 개발 교류를 주최했다.

### 미국
미국은 윌리엄 하워드 태프트의 달러 외교까지 거슬러 올라가는 오랜 경제 외교의 역사를 가지고 있다. 미국은 또한 아마도 가장 중요한 경제 외교 행사였던 브레턴우즈 회의의 중심에 있었으며, 그곳에서 국제 통화 기금과 국제부흥개발은행이 창설되었다. 미국은 마셜 플랜으로 역사상 가장 주목할 만한 경제 외교 활동 중 하나에 관여했다.
항상 중요한 역할을 해왔지만, 경제 외교는 버락 오바마 대통령의 첫 임기 동안 국무장관 힐러리 클린턴의 지휘 아래 중요성이 더욱 커졌다. 국무장관으로서의 주요 정책 연설에서 클린턴은 경제 국가 통치술이 (미국) 외교 정책 의제의 핵심이라고 밝혔다. 클린턴은 경제 발전과 민주적 발전이 불가분의 관계에 있다고 보았다. 그녀는 연설에서 그 성공의 중요성을 설명했다.
| “ | 우리는 우리의 모델이 우리에게 가장 좋을 뿐만 아니라, 보편적인 원칙, 인간의 열망, 입증된 결과를 포함하고 있어 어떤 국가나 국민에게도 가장 좋은 모델이라고 믿습니다. 물론 실행 방식에 차이가 있을 수 있지만, 우리는 이 경쟁에서 이기기 위해 노력하고 있습니다. 우리는 민주주의와 자유 시장이 미국뿐만 아니라 나머지 세계에도 이롭다는 것을 분명히 하고 싶습니다. 만약 사람들이 민주주의와 자유 시장이 성과를 내지 못한다고 믿는다면, 그들은 일상적인 필요에 더 쉽게 부응하는 다른 모델을 찾을 것입니다. | ” |

클린턴 국무장관은 미국과 세계 다른 지역 간의 상호 이익이 되는 무역을 추구하는 것을 미국 외교 의제의 핵심으로 보았다. 그녀는 여러 중요한 지역에 대한 미국의 전략을 자세히 설명했다.

그의 베스트셀러 반자전적 저서인 『경제 저격수의 고백』에서 미국의 전 경제 외교관인 존 퍼킨스는 미국을 세계 제국으로 확립하는 원동력으로 자신이 기업 지배 체제와 탐욕이라고 부르는 시스템을 묘사하며, 자신이 그 영향력을 확장하기 위한 경제 저격수의 역할을 했다고 설명한다. 이러한 역할에서 퍼킨스는 그레이엄 그린과 오마르 토리요스를 포함한 몇몇 저명한 인물들과의 만남을 회상한다. 퍼킨스는 경제 저격수의 역할을 다음과 같이 설명한다: 

경제 저격수(EHMs)는 전 세계 국가들로부터 수조 달러를 가로채는 고액 연봉의 전문가들이다. 그들은 세계은행, 미국 국제 개발처(USAID), 그리고 다른 해외 "원조" 기구들의 자금을 거대 기업들과 지구의 천연자원을 통제하는 소수의 부유한 가문의 금고로 빼돌린다. 그들의 도구는 사기성 재무 보고서, 조작된 선거, 뇌물, 강탈, 섹스, 그리고 살인을 포함했다. 그들은 제국만큼이나 오래된 게임을 하지만, 세계화 시대에 새롭고 끔찍한 차원을 띠게 된 게임을 한다...

#### 오바마 행정부 전략
러시아에 관하여: "수십 년간 정치와 안보에 지배되어 온 미국-러시아 관계에서도, 우리는 이제 러시아가 세계무역기구에 가입하도록 돕는 데 집중하고 있으며, 남중국해와 북극해와 같은 곳에서의 항해의 자유와 자원 개발에 대한 규칙 기반 접근 방식을 보호하는 데 특별한 프리미엄을 두고 있습니다."
유럽에 관하여: "미국과 유럽은 함께 전 세계 경제 생산량의 절반을 차지하지만, 전 세계 무역의 3분의 1에 불과합니다. 우리는 더 많이 무역할 수 있고, 더 많이 무역해야 합니다. 대서양 횡단 경제 위원회에서 우리는 새로운 규제 차이를 피해야 할 때 너무 자주 규제 차이를 재논의합니다. 그리고 이것은 대서양 양쪽의 기업들을 좌절시킵니다. 대서양 횡단 경제 위원회는 이러한 차이점을 해결하려는 포럼이며, 저는 미국과 EU 간의 규제 체계를 조화시키는 것이 성장과 수출을 모두 향상시키고 중복 비용을 피할 수 있는 가장 좋은 방법 중 하나라고 믿습니다. 하지만 이유식 병의 크기에 대해 몇 주 동안 논쟁한다면, 그것은 이러한 문제들을 해결함으로써 얻을 수 있는 잠재적 이득을 직면하는 것이 아닙니다."

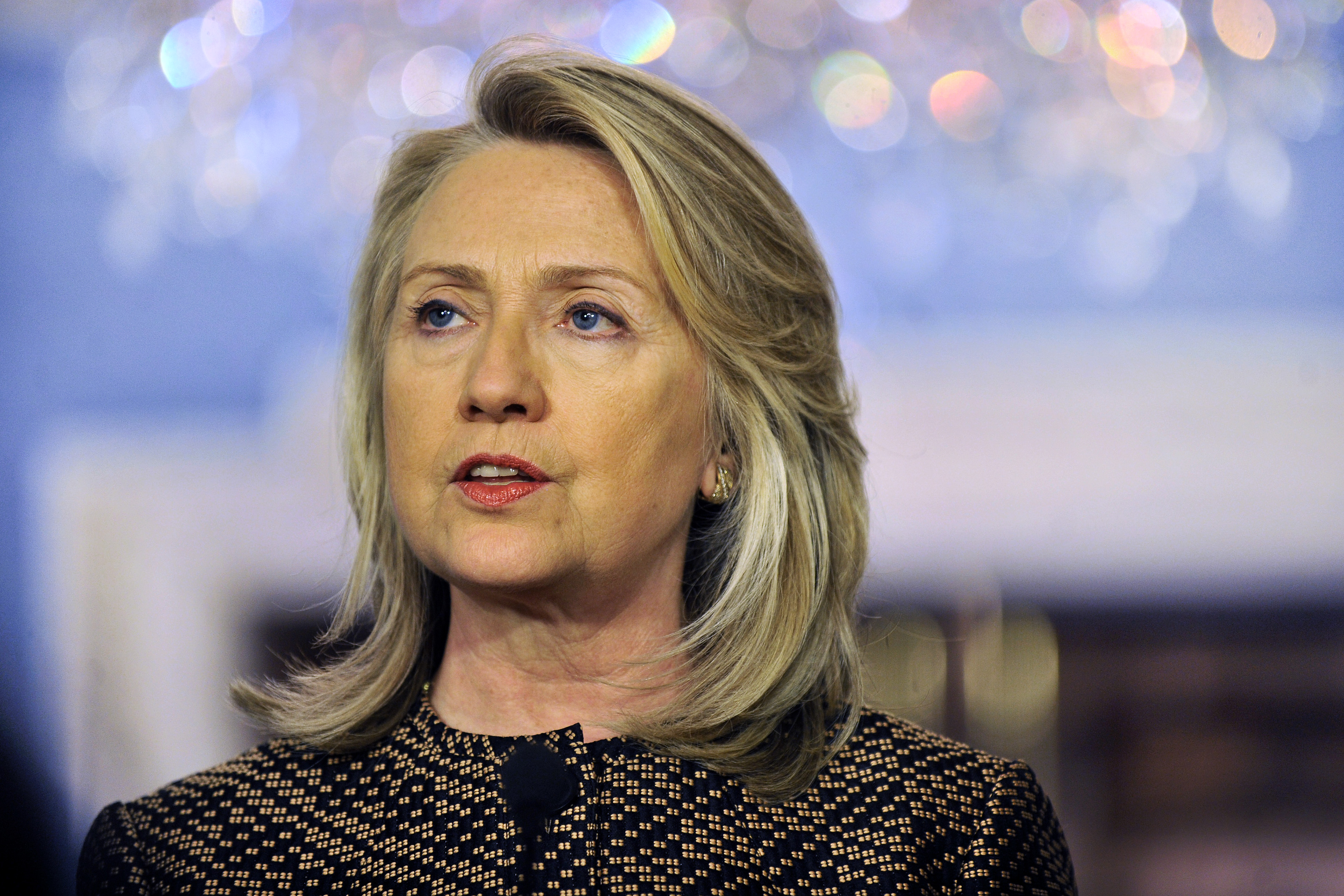
전 국무장관 힐러리 클린턴은 국무부 재임 기간 동안 경제 외교를 우선시했다.

중화인민공화국에 관하여: "우리는 또한 자본의 자유로운 흐름도 촉진해야 합니다. 잘 시행되는 규칙에 의해 뒷받침되는 양방향 투자는 국내 성장과 일자리 창출에 필수적입니다. 예를 들어, 작년에 KFC와 피자헛이라는 두 상징적인 미국 브랜드를 소유한 켄터키 기반 회사는 실제로 중국에서 피자와 프라이드 치킨을 팔아 미국에서보다 더 많은 돈을 벌었습니다. 하지만 이것은 루이빌 본사에 일자리를 창출하고 중국에서도 일자리를 창출합니다. 톰 프리드먼이 중국이 "우리의 점심을 먹을 것"이라고 경고할 때, 그가 염두에 둔 것이 이것인지는 확실하지 않습니다."
중동에 관하여: "이집트, 튀니지, 리비아에서 진행 중인 전환을 고려해 보십시오. 만약 우리가 민주주의가 뿌리내리기를 원한다면, 독재자와 엘리트의 권력을 유지하기 위해 고안된 경제 시스템을 개혁하는 데 국가들을 돕기 위해 첨단 도구를 활용해야 합니다. 그리고 우리는 아무리 관대하더라도 원조만으로는 충분하지 않다는 것을 알고 있습니다. 우리는 이 지역의 경제를 통합하고, 투자를 촉진하며, 경제 현대화를 돕기 위한 정교한 노력이 필요합니다. 이것이 대통령이 5월에 제시한 중동 제안의 논리이며, 저는 의회에 지지를 촉구해 왔습니다. 성공하려면 아랍의 정치적 각성이 경제적 각성이기도 해야 합니다."
라틴아메리카에 관하여: "우리는 또한 작년에 6% 이상 성장한 라틴아메리카 재규어들과의 교류를 우선시하고 있습니다. 파나마 및 콜롬비아와의 자유 무역 협정은 북극에서 아르헨티나 끝까지 이르는 서반구 무역 파트너십이라는 우리의 궁극적인 목표에 더 가까이 다가서게 합니다."
환태평양 분지에 관하여: "...우리는 다음 달 오바마 대통령이 하와이에서 주최할 아시아 태평양 경제 협력체 포럼을 계속 활용하여 환태평양 분지 전역의 개방적이고 자유로우며 투명하고 공정한 무역을 추진할 것입니다."

#### 트럼프 행정부 전략
트럼프 행정부는 미국과 중국 간의 이전 양자 관계가 미국에 충분한 이익을 주지 못한다고 믿었기 때문에, 중국과의 상호작용에서 주로 일방적인 태도를 추구하기로 결정했다. 이러한 새로운 관점은 2018년 10월 4일 펜스 부통령이 중국이 차별적인 무역 장벽, 미국-중국 기업 간의 강제 기술 이전, 남중국해 전초 기지 군사화 등 다양한 문제에 대한 입장을 변경하도록 미국으로부터 압력을 받을 것이라고 발표하면서 공식화되었다. 브루킹스 연구소에 따르면, 트럼프 행정부는 일관성 없는 고위급 전략을 가지고 있었던 것으로 보이며, 이는 미국 정부 기관들이 중국과의 상호작용을 위한 자체 전략을 수립하는 결과를 낳았다.
특히 트럼프 행정부는 무역 및 투자 정책에서 주장되는 불공정 대우를 표적으로 삼았다. 예를 들어, 중국은 외국 기업들이 중국 기업과의 합작 투자를 통해 투자할 것을 요구하며—특히 통신, 금융 및 자동차 산업에서—결과적으로 국내 기업으로의 기술 이전을 요구한다. 이는 이러한 외국 기업들의 지적 재산권을 침해할 수 있다. 더욱이, 중국 경제의 약 3분의 1은 중국 은행과 정부로부터 특혜를 받을 수 있는 국유 기업으로 구성되어 있다. 이러한 기관 중 일부는 미국과 같은 자유 시장 국가를 포함하여 전 세계적으로 전략적 투자를 추구하는 것으로 보인다. 따라서 미국 및 다른 국가들은 중국이 국내 시장에서 자국 기업에 대한 특혜를 없애도록 촉구하고 있다.
2016년부터 미국은 위의 문제에 대응하여 중국에 대해 여러 조치를 취했다. 첫째, 정부는 사진 필름과 같은 다양한 수입품에 대해 관세를 부과했다. 또한, 미국 이익에 반하는 경제 범죄를 저지른 중국 기반 기업들을 엄격하게 조사했다. 예를 들어, 미국 상무부는 미국-이란 제재를 위반한 중국 통신 회사 ZTE에 벌금을 부과할 뻔했다. 그러나 트럼프는 너무 많은 중국 일자리가 사라져 미중 관계에 과도한 영향을 미칠 것이라고 생각하여 이 결정을 막았다. 이는 행정부가 중국과의 경제 문제를 해결할 수 있는 능력을 보여주지만, 그러한 반응이 얼마나 일관성이 없을 수 있는지도 보여준다. 미국은 또한 환태평양 경제 동반자 협정과 같이 중국의 경제 확장을 억제하기 위한 일부 협정에서 탈퇴했다.
트럼프 행정부의 중국에 대한 관세가 미국의 경제적 이익을 보호하는 데 도움이 될 수 있다고 믿는 사람들도 있지만, 다른 사람들은 이러한 조치가 양국 간의 무역 장벽을 심화시키고 미국 내에서 부정적인 영향을 초래할 것이라고 주장한다. 포브스에 따르면, 미국 관세는 소비재 및 스마트 제품(LED, 온도계)을 포함하여 2,000억 달러 상당의 수입품에 영향을 미치도록 인상될 수 있다.

### 인도
인도는 주로 무역과 원조를 통해 경제 외교에 참여해 왔다. 예를 들어, 방글라데시와 더 강력하고 안정적인 관계를 구축하기 위해 인도는 방글라데시에 8억 달러의 양허성 대출을 제공하고 2억 달러의 원조를 제공했다.
인도는 2012년 1월 정부에 개발부를 설립했다. 개발 파트너십 관리국(DPA)은 인도가 경제 외교, 이 경우 개발 원조를 외교적으로 활용하는 주요 방법이다. DPA는 스리랑카에 5만 채의 주택을 건설하고, 아프가니스탄 풀리쿰리에 대규모 송전선을 건설하며, 전 세계, 특히 아프리카에 신용 한도 프로젝트를 확장하고 있다.
경제 외교와 DPA는 인도 외교 정책에 매우 중요하다. 전 인도 외교부장관 라리트 만싱이 말했듯이: "DPA 부서가 외교부에 위치한다는 사실은 인도를 세계적 행위자로 전환하려는 우리의 외교 정책 목표와 일치한다는 것을 보여줍니다."

### 인도네시아

#### 인도네시아와 미국
인도네시아와 미국 간의 제1차 디지털 기술 양자 대화가 2024년 6월 10일부터 13일까지 샌프란시스코와 실리콘 밸리에서 성공적으로 개최되었다. 이 포럼에는 정부 대표, 국유기업, 민간 부문, 학계에 이르는 광범위한 이해관계자들이 참석한 인도네시아 대표단이 참여했다. 회의의 주요 초점은 청정에너지, 통신, 의료 부문에서 디지털 기술 활용을 모색하는 것이었다. 이 대화의 조직은 인도네시아의 디지털 생태계를 강화하고, 혁신 가속화를 장려하며, 국내 기술 개발을 확대하는 데 전략적인 역할을 한다. 이 포럼은 인도네시아가 자본에 접근하고, 비즈니스 네트워크를 확장하며, 급성장하는 디지털 경제의 잠재력을 최적화하기 위한 교육을 받을 수 있는 기회를 열어준다. 양국 이해관계자들은 공동 연구 프로젝트, 기술 이전, 미래 시장 수요에 대비한 인력 양성을 위한 디지털 기술 교육 강화 등을 포함한 디지털 기술 협력을 심화하기 위한 구체적인 조치에 합의했다.

#### 인도네시아와 캐나다
인도네시아와 캐나다는 인도네시아-캐나다 포괄적 경제 동반자 협정(ICA-CEPA) 협상을 통해 양국 경제 관계를 심화하겠다는 의지를 재확인했다. 이 협정은 2021년 6월 21일에 처음 시작되었으며, 현재는 2024년 6월 24일부터 28일까지 오타와에서 열린 8차 협상에 도달했다. 2023년 9월 5일 양국 정부 수장 간의 고위급 회담에서 2024년 말 이전에 ICA-CEPA 협상을 완료하는 목표가 설정되었다. 성공적으로 체결될 경우, ICA-CEPA는 인도네시아가 북아메리카 지역 국가와 맺는 최초의 포괄적 무역 협정이 될 것이다. 이 협정은 양국에 상호 이익이 되는 투자, 무역 및 경제 협력 증가를 위한 더 넓은 기회를 열어줄 것으로 기대된다.

#### 과테말라
과테말라는 팜유 산업 분야에서 인도네시아의 전략적 협력 파트너가 될 잠재력이 있다. 양국은 지속 가능하고 공정한 팜유 외교를 세계적 수준에서 추구하는 데 동일한 비전을 공유한다. 인도네시아와 과테말라는 과테말라의 팜유 생산국 협의회 (CPOPC) 회원국 가입을 모색함으로써 더 긴밀한 협력 가능성을 탐색하고 있다. 이 조직에 과테말라가 참여하면 전 세계적 과제에 직면한 팜유 생산국들의 입지가 강화되고, 더 지속 가능하며 경쟁력 높은 산업 관행이 장려될 것으로 기대된다.

## 사례 연구

### 2010 노벨 평화상
2010년 노벨 평화상이 노르웨이 노벨 위원회로부터 중국 반체제 인사 류샤오보에게 수여되자, 중국은 노르웨이와의 자유 무역 협정 협상을 중단하고 노르웨이산 연어 수입에 새로운 수의 검사를 부과했다. 이로 인해 2011년 노르웨이산 연어 수입량은 60% 감소했다.

### 2012년 남중국해 필리핀 사건
최근 중국은 남중국해가 자국 영토의 일부라고 주장하며 더욱 강경한 태도를 보이고 있다. 이로 인해 남중국해 일부를 자국 영토로 주장하는 7개 주권 국가들과 여러 분쟁이 발생했다. 한 분쟁에서 중국과 필리핀은 스카버러 암초를 두고 해군 함정을 파견하는 대치 상황을 벌였다. 이 영토 분쟁에 대한 보복으로 중국은 필리핀 바나나의 중국 항구 진입을 막고, 필리핀산 파파야, 망고, 코코넛, 파인애플 검사를 늦추는 강압적 경제 외교를 펼쳤다. 필리핀 사업가들은 자국 정부에 철수를 압박했다. 마닐라에 따르면, 중국 선박은 현재 라군 입구를 막아 필리핀 선박의 진입을 막고 있으며, 이는 중국이 강압적 경제 외교를 사용하는 또 다른 예이다.

## 같이 보기
- 상업 외교
- 국방외교
- 경제전
- 에너지 외교
- 의료 외교
- 공공외교
- 소프트 파워